# Torrubia de Soria
Torrubia de Soria ist ein Ort und eine Gemeinde (municipio) mit nur noch 56 Einwohnern (Stand: 2024) im Osten der spanischen Provinz Soria in der Autonomen Gemeinschaft Kastilien-León. Die Gemeinde gehört zur bevölkerungsarmen Serranía Celtibérica. Neben dem Hauptort Torrubia de Soria gehören die Ortschaften Sauquillo de Alcázar und Tordesalas zur Gemeinde. 

## Lage
Torrubia de Soria liegt in einer Höhe von ca. 1050 m. Die Provinzhauptstadt Soria ist gut 29 km (Fahrtstrecke) in nordwestlicher Richtung entfernt. Der Duero fließt im Westen der Gemeinde. Das Klima im Winter ist kühl, im Sommer dagegen durchaus warm; die geringen Niederschläge (ca. 575 mm/Jahr) fallen – mit Ausnahme der eher regenarmen Sommermonate – verteilt übers ganze Jahr.

## Bevölkerungsentwicklung
| Jahr      | 1970 | 1981 | 1991 | 2001 | 2011 | 2021 |
| Einwohner | 153  | 167  | 130  | 95   | 69   | 61   |

Der deutliche Bevölkerungsrückgang seit den 1950er Jahren ist im Wesentlichen auf die Mechanisierung der Landwirtschaft, die Aufgabe bäuerlicher Kleinbetriebe (Höfesterben) und den damit einhergehenden Verlust an Arbeitsplätzen zurückzuführen.

## Sehenswürdigkeiten
- Turm von Tordesalas
- Michaeliskirche in Torrubia
- Andreaskirche in Sauquillo de Alcázar